# Доброджен
Добро̀джен (на полски: Dobrodzień; на немски: Guttentag) е град в Южна Полша, Ополско войводство, Олесненски окръг. Административен център е на градско-селската Добродженска община. Заема площ от 19,53 км2.

## Население
Според данни от полската Централна статистическа служба, към 31 декември 2013 г. населението на града възлиза на 3 810 души. Гъстотата е 195 души/км2.